# 원자력선

원자력선 사바나호

원자력선(原子力船)은 원자력을 동력원으로 하는 배를 말한다.
원자력은 차폐시설의 중량을 빼고도 대형이고 항속거리가 긴 선박용 동력에 적합하다. 평화목적으로는 대형탱커·여객선·광석운반선·포경모선·해양조사선·쇄빙선으로 이용되며, 군사적 이용으로는 항공모함, 전략 핵잠수함등이 이에 해당한다. 이 함선들은 가압수형 원자로를 사용하며, 작은 크기에도 많은 힘을 얻기 위해 20%이상 농축된 고농축 우라늄을 사용한다.열교환기에 의해 증기를 만들고 이 증기로 주기관인 터빈을 돌리는 구조로 되어 있다. 1954년에는 최초의 원자력선인 노틸러스(SSN-571 Nautilus)호가 미국에서 건조되었다. 미국의 제2호 원자력잠수함 시울프(Seawolf)호는 액체 나트륨을 사용하는 고속 증식로가 설치되어 있지만, 그 밖에는 거의다 가압수형 원자로를 사용하고 있다. 구소련에서는 1959년에 세계최초의 해상 원자력선인 쇄빙선 레닌호를 완성시켰다. 이것은 10만km(지구 2바퀴 반)를 항해하는 동안에 연료를 한번 교환한 기록을 가졌으며, 열출력 9만㎾인 가압수형 원자로 3기를 싣고 있다. 그 밖에 미국에서는 1962년 화물선 사바나(Savannah)호가 건조되었다. 원자력선에 사용되는 원자로는 크기·무게·차폐 등에서 육상의 것보다 엄격한 구조상의 제약을 받는다.